# Новоситовка (Сосновский район)
Новоситовка — посёлок в Сосновском районе Тамбовской области. Входит в состав Верхнеярославского сельсовета.

## История
Посёлок Новоситовка впервые упоминается во Всесоюзной переписи 1926 года, так же на месте Новоситовки, на карте Менде в 1862 году обозначен хутор Белянин, что говорит о том, что Новоситовка имеет более глубокую историю. В «Списках населённых мест по сведениям 1862 года» говорится о том, что Белянинский хутор при ручье Ситовке был владельческим хутором, также указано что на хуторе был 1 двор, в котором число жителей было 7 мужского пола и 8 женского пола, также указано что на хуторе был конный завод и конюшни.
Скорее всего хутор основал помещик по фамилии Белянин в начале XIX века, вскоре хутор перерос уже в деревню, которую назвали Новоситовка. Или возможно что во времена революции хутор забросили, в советское время сюда решили переселиться люди из других поселений, в том числе и из деревни Ситовки, которая была рядом с Новоситовкой, через ручей на противоположном берегу.
Название Ситовка происходит от диалектного слова «сит», «сить», «сита» — куга, растение в реках, неглубоких водоемах. Ситовый — к ситу относящийся. Ситовка — место на берегу реки, поросшей ситом, кугой. Название Новая Ситовка указывает на то, что истоки села в старой Ситовке. Село с названием Новоситовка есть в Петровском районе (одно из старейших сел в районе), в Липецкой области есть село Ситовка.

## География
Находится на р. Ситовка.
Абсолютная высота 154 метров выше уровнем моря.

## Население
| 2010 |
| ---- |
| 14   |

По Всесоюзной переписи 1926 года насчитывалось 44 хозяйства с населением 223 человека (мужчин — 105, женщин — 118).
По спискам сельскохозяйственного налога на 1928-29 гг. в посёлке было 55 хозяйств с населением 244 человека.